# Grechetto
Grechetto ist eine Weißweinsorte, die vorwiegend in den italienischen Provinzen Lucca, Macerata, Perugia, Terni, Rieti und Arezzo in den Regionen Latium, Umbrien und Toskana kultiviert wird. Der Name deutet auf einen griechischen Ursprung hin. In Italien wurde Ende der 1990er Jahre eine bestockte Rebfläche von 798 Hektar erhoben.
Die Sorte liefert einen körperreichen Wein mit nussigem Aroma, der häufig im Verschnitt mit anderen Rebsorten verwendet wird. Sie ist zum Beispiel Bestandteil der DOC-Weine Assisi Grechetto, Assisi bianco, Bianco di Torgiano, Colli Etruschi Viterbesi Grechetto bianco, Colli Martani Grechetto, Colli Martani Grechetto di Todi, Colli del Trasimeno Grechetto, Colli del Trasimeno bianco, Colli del Trasimeno bianco Vin Santo, Colli del Trasimeno bianco frizzante, Colli del Trasimeno bianco scelto, Colli del Trasimeno spumante classico, Colline Lucchesi bianco, Montefalco bianco, Orvieto, Orvieto classico, Orvieto classico superiore, Orvieto superiore, Valdichiana Grechetto, Valdichiana bianco vergine frizzante, Vin Santo Montepulciano und Vin Santo Montepulciano riserva.
Es gibt auch eine rote Spielart Grechetto Rosso.
Es besteht trotz einiger darauf hindeutender Synonyme keine Verwandtschaft zur Sorte Greco Bianco.  Dagegen scheinen laut dem Ampelographen Bruni entfernte Verwandtschaften zu den Sorten Greco di Tufo#Greco di Tufo bianco und Greco del Vesuvio zu bestehen.
Siehe auch den Artikel Weinbau in Italien und die Liste von Rebsorten.

## Synonyme
Grechetto ist auch unter 24 anderen Namen bekannt: Greca del Piemonte, Grecherello, Grechetto, Grechetto di Orvieto, Grechetto Nostrale, Grechetto Spoletino, Greco, Greco Bianco di Perugia, Greco Spoletino, Montanarino Bianco, Montanaro, Occhietto, Pistillo, Pizzinculo, Pocinculo, Pulce, Pulcincolo, Pulcinculo Bianco, Pulcinculu, Pulcinella, Stroppa Volpe, Strozza Volpe, Strozzavolpe, Uva di San Marino.